# Phtheochroa cymatodana
Phtheochroa cymatodana is een vlinder uit de familie bladrollers (Tortricidae). De wetenschappelijke naam is voor het eerst geldig gepubliceerd in 1927 door Rebel.
De soort komt voor in Europa.